# Canned Heat
Canned Heat er et blues/rock/boogie band fra USA.
Canned Heat blev dannet i 1965 i Los Angeles (CA) af Bob Hite og Alan Wilson, som senere fik selskab af Henry Vestine, Harvey Mandel, Larry Taylor og Adolfo de la Parra.
Af de oprindelige medlemmer er kun Adolfo de la Parra tilbage, mens de resterende medlemmer enten er afdøde (Hite, Wilson og Vestine) eller har forladt bandet af andre grunde (Taylor og Mandel). Nuværende medlemmer tæller de la Para, Robert Lucas, Greg Page og Barry Levenson.
Blandt Canned Heats største hits er "On the road again" ('68), "Going up the country" ('68) og "Let's work together" ('70). De optrådte bl.a. ved den første udgave af Newport Pop Festival i 1968 og ved Woodstock festivalen i 1969.

## Nuværende medlemmer
- Adolfo de la Parra
- Harvey Mandel
- Dale Spalding
- Larry Taylor (1942-2019)